# Oripoda lenkoi
Oripoda lenkoi är en kvalsterart som beskrevs av Balogh och Sandór Mahunka 1978. Oripoda lenkoi ingår i släktet Oripoda och familjen Oripodidae. Inga underarter finns listade i Catalogue of Life.